# Fluide caloporteur
Un fluide caloporteur (lit. porte-chaleur) est un fluide chargé de transporter la chaleur entre plusieurs sources de température. Le terme « caloporteur » est synonyme de « caloriporteur ».
Ces fluides interviennent dans les échangeurs de chaleur, par exemple les systèmes de refroidissement des moteurs thermiques (tel un moteur de voiture), les réfrigérateurs, les chaudières, les climatiseurs, les capteurs solaires thermiques, les radiateurs des circuits électriques (cas des transformateurs électriques de forte puissance) ou électroniques, les centrales électriques thermiques au charbon, au fioul, au gaz ou nucléaires, les échangeurs de chaleur d'eaux usées.
Chaque fluide caloporteur est choisi en fonction de ses propriétés physico-chimiques, telles la viscosité, la capacité thermique volumique, la chaleur latente de vaporisation (ou de liquéfaction) en cas de changement de phase, la conductivité thermique, ses propriétés anticorrosives, sa tenue aux conditions climatiques ou aux rayonnements neutroniques. Son coût et son innocuité pour l'environnement sont également pris en compte.

## Exemples de caloporteurs
Industriellement, le fluide caloporteur le plus utilisé est l'eau. Celui-ci peut être utilisé à des températures largement supérieures à 100 °C (sous pression). Il est très bon marché, ne se décompose pas, possède la plus grande capacité calorifique de tous les corps. On l'utilise également dans les installations de chauffage central domestique ou pour refroidir les moteurs des voitures. L'huile est également utilisée dans les radiateurs électriques car elle ne présente pas de danger au contact avec la résistance électrique.
Le sodium fondu (métal sous forme liquide) constitue un fluide caloporteur efficace pour des usages spécifiques. On l'utilise dans ce but principalement dans les soupapes creuses de moteurs poussés. Il est également utilisé dans les réacteurs rapides refroidis au sodium. Cependant, c’est un produit chimique fortement réactif et il y a un risque de feu de sodium, feu particulièrement difficile à éteindre.

## Comparaison de fluides caloporteurs

### Propriétés calo-vectrices des fluides caloporteurs

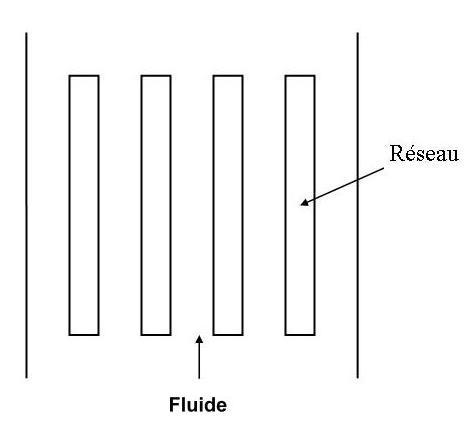
Schéma figurant le réseau à réfrigérer.

Il est possible de faire une comparaison au vu des caractéristiques thermodynamiques des fluides qui permet de classer les fluides envisageables pour la réfrigération d'un échangeur ou d'un réseau tel que celui d'un cœur de réacteur nucléaire.
Cette comparaison est faite à géométrie du réseau et températures entrée/sortie du réseau côté fluide et côté paroi données. La comparaison permet de dégager deux groupes de propriétés calo-vectrices, l'une pour la puissance extraite, l'autre pour la puissance de pompage du fluide utilisé.
| Corrélation d'échange thermique applicable                                    | Puissance thermique extraite : {\displaystyle {\rm {W}}} proportionnelle à                   | Puissance de pompage du fluide : {\displaystyle w_{p}} proportionnelle à                                                                                         |
| ----------------------------------------------------------------------------- | -------------------------------------------------------------------------------------------- | --- |
| Corrélation de Colburn                                                        | {\displaystyle {\lambda ^{3{,}333} \over (\mu \times C_{p})^{2{,}333}}}                      | {\displaystyle \lambda ^{9{,}167}\times \mu ^{-6{,}167}\times C_{p}^{-9{,}167}\times \rho ^{-2}}                                                                 |
| Corrélation de Colburn                                                        | {\displaystyle \left({\lambda \over \mu \times C_{p}}\right)^{2{,}333}\times \lambda }       | {\displaystyle \left({\lambda \over \mu \times C_{p}}\right)^{9{,}167}\times {\mu ^{3} \over \rho ^{2}}}                                                         |
| Corrélation de Dittus-Boelter                                                 | {\displaystyle {\lambda ^{3} \over (\mu \times C_{p})^{2}}}                                  | {\displaystyle \lambda ^{8{,}25}\times \mu ^{-5{,}25}\times C_{p}^{-8{,}25}\times \rho ^{-2}}                                                                    |
| Corrélation de Dittus-Boelter                                                 | {\displaystyle \left({\lambda \over \mu \times C_{p}}\right)^{2}\times \lambda }             | {\displaystyle \left({\lambda \over \mu \times C_{p}}\right)^{8{,}25}\times {\mu ^{3} \over \rho ^{2}}}                                                          |
| Corrélation du type : {\displaystyle N_{u}\div R_{e}^{(1-x)}\times P_{r}^{y}} | {\displaystyle {\lambda ^{1-y \over x} \over (\mu \times C_{p})^{x+y-1 \over x}}}            | {\displaystyle \lambda ^{2{,}75\times {1-y \over x}}\times \mu ^{2{,}75\times {x+y-1 \over x}+0{,}25}\times C_{p}^{2{,}75\times {y-1 \over x}}\times \rho ^{-2}} |
| Corrélation du type : {\displaystyle N_{u}\div R_{e}^{(1-x)}\times P_{r}^{y}} | {\displaystyle \left({\lambda \over \mu \times C_{p}}\right)^{x+y-1 \over x}\times \lambda } | {\displaystyle \left({\lambda \over \mu \times C_{p}}\right)^{2,75\times {1-y \over x}}\times {\mu ^{3} \over \rho ^{2}}}                                        |

| Grandeur physique                                                                           | Notation                 | Unité      | Grandeur physique                                                                             | Notation              | Unité    |
| ------------------------------------------------------------------------------------------- | ------------------------ | ---------- | --------------------------------------------------------------------------------------------- | --------------------- | -------- |
| Capacité calorifique du fluide réfrigérant                                                  | {\displaystyle C_{p}}    | J kg−1 K−1 | Puissance thermique extraite                                                                  | {\displaystyle W}     | W        |
| Conductivité thermique du fluide réfrigérant                                                | {\displaystyle \lambda } | W m−1 K−1  | Puissance de pompage du fluide réfrigérant                                                    | {\displaystyle w_{p}} | W        |
| Viscosité dynamique du fluide réfrigérant                                                   | {\displaystyle \mu }     | kg m−1 s−1 | Masse volumique du fluide réfrigérant                                                         | {\displaystyle \rho } | kg/m3    |
| Nombre de Nusselt du fluide réfrigérant = {\displaystyle {h\times D \over \lambda }}        | {\displaystyle N_{u}}    | sans dim   | Nombre de Reynolds du fluide réfrigérant = {\displaystyle {\rho \times v\times D \over \mu }} | {\displaystyle R_{e}} | sans dim |
| Nombre de Prandtl du fluide réfrigérant = {\displaystyle {\mu \times C_{p} \over \lambda }} | {\displaystyle P_{r}}    | sans dim   |                                                                                               |                       |          |

On peut voir dans les expressions ci-dessus le poids prépondérant de la conductibilité thermique du fluide λ, ce qui rejoint entre autres, le constat fait par ailleurs de l’efficacité des métaux liquides comme fluide caloporteur. Par ailleurs Cp et λ ont le même exposant comme dans l’expression du nombre de Nusselt. Il est à remarquer que la masse volumique du fluide n'intervient pas dans le terme donnant la puissance.
| Grandeur physique                                     | Notation | Unité | Grandeur physique                                     | Notation | Unité     |
| ----------------------------------------------------- | -------- | ----- | ----------------------------------------------------- | -------- | --------- |
| Longueur du réseau                                    | L        | m     | Coefficient d’échange entre fluide et paroi du réseau | h        | W m−2 K−1 |
| Diamètre hydraulique                                  | D        | m     | Vitesse du fluide                                     | v        | m/s       |
| Section de passage du fluide réfrigérant              | s        | m2    |                                                       |          | m3/s      |
| Périmètre hydraulique                                 | p        | m     |                                                       |          |           |
| Surface d’échange                                     | S        | m2    |                                                       |          |           |
| Section de passage du fluide réfrigérant              | s        | m2    |                                                       |          |           |
| Température de paroi en sortie du réseau              | tps      | °C    |                                                       |          |           |
| Température de paroi en entrée du réseau              | tpe      | °C    |                                                       |          |           |
| Température du fluide réfrigérant en sortie de réseau | Ts       | °C    |                                                       |          |           |
| Température du fluide réfrigérant en entrée de réseau | Te       | °C    |                                                       |          |           |
| Écart de température entrée sortie du fluide          | ΔT       | °C    |                                                       |          |           |
| Écart de température logarithmique                    | ΔTln     | °C    |                                                       |          |           |

### Résultat de la comparaison des fluides caloporteurs
Tableaux de résultats comparatifs respectivement pour : les gaz ; l'eau et les fluides organiques ; et les métaux liquides. Les valeurs de la puissance extraite (W) et de la puissance de pompage (wp) et du rapport (W/wp) sont exprimées en variable réduite par rapport à celles de l'air, de l'eau et du sodium liquide.

#### Gaz
Les valeurs de l'air sec pris comme référence sont ramenées à 1.
La vapeur d'eau mise à part, les valeurs des caractéristiques des gaz sont prises à 25 °C sous une atmosphère.
| Gaz                          | λ (W m−1 K−1) | Cp (kJ kg−1 K−1) | μ (kg m−1 s−1) | ρ (kg/m3) | W (sans dimension) | wp (sans dimension) | W/wp (sans dimension) |
| ---------------------------- | ------------- | ---------------- | -------------- | --------- | ------------------ | ------------------- | --------------------- |
| Hydrogène                    | 0,139 91      | 14,299           | 8,85 × 10−6    | 0,082 40  | 3,149              | 2,711               | 1,162                 |
| Hélium                       | 0,152         | 5,1966           | 1,962 × 10−5   | 0,1636    | 6,877              | 116,27              | 0,0592                |
| Néon                         | 0,0493        | 1,029 26         | 3,144 × 10−5   | 0,824 83  | 2,346              | 22,955              | 0,1022                |
| Argon                        | 0,017 72      | 0,518 82         | 2,247 × 10−5   | 1,6328    | 0,839              | 2,095               | 0,400 45              |
| Oxygène                      | 0,0266 59     | 0,9163           | 2,055 × 10−5   | 1,3079    | 1,059              | 1,270               | 0,8345                |
| Azote                        | 0,025 976     | 1,0407           | 1,77 × 10−5    | 1,145     | 1,032              | 1,046               | 0,987                 |
| Air sec                      | 0,025 905     | 1,004 578        | 1,852 × 10−5   | 1,1839    | 1                  | 1                   | 1                     |
| CO2                          | 0,016 4659    | 0,8681           | 1,505 × 10−5   | 1,7989    | 0,503              | 0,093               | 5,408                 |
| Xénon                        | 0,005 66      | 0,158 16         | 2,295 × 10−5   | 5,3665    | 0,284              | 0,259               | 1,0936                |
| Krypton                      | 0,009 435     | 0,24686          | 2,46 × 10−5    | 3,425 16  | 0,470              | 0,76                | 0,6157                |
| Vapeur d'eau à 120 °C/1 bar  | 0,0262        | 2,005            | 1,292 × 10−5   | 0,5577    | 0,479              | 0,082               | 5,88                  |
| Vapeur d'eau à 300 °C/10 bar | 0,0442        | 2,145            | 2,022 × 10−5   | 3,876     | 0,823              | 0,007               | 118,7                 |
| Eau liquide à 25 °C/1 atm    | 0,611         | 4,199            | 89,85 × 10−5   | 997,0     | 0,156              | 4,369 8 × 10−10     | 3,555 × 108           |

Le classement des gaz, est le suivant :
- pour la puissance extraite, l'hélium est en premier qui présente en revanche une puissance de soufflage plus importante, d'où la nécessité de l'utiliser sous pression ;
- l'hydrogène vient en second (l'hélium et l'hydrogène sont systématiquement à part des autres gaz) ;
- ensuite le néon ;
- les autres gaz qui sont proches de l'air ;
- la vapeur d'eau a un rapport W/wp intéressant ;
- le krypton et le xénon ferment la marche.

#### Eau et fluides organiques
Les valeurs de l'eau prise comme référence sont ramenées à 1.
| Liquide                   | λ (W m−1 K−1) | Cp (kJ kg−1 K−1) | μ (kg m−1 s−1) | ρ (kg/m3) | W (sans dimension) | wp (sans dimension) | W/wp (sans dimension) |
| ------------------------- | ------------- | ---------------- | -------------- | --------- | ------------------ | ------------------- | --------------------- |
| Eau liquide à 25 °C/1 atm | 0,611         | 4,199            | 89,85 × 10−5   | 997,0     | 1,0                | 1,0                 | 1,0                   |
| Toluène à 25 °C/1 atm     | 0,134         | 1,6938           | 0,000 526      | 869,9     | 0,1855             | 0,1367              | 1,357                 |
| Mercure à 25 °C/1 atm     | 8,3           | 0,139            | 0,001 526      | 13 534    | 4,94 × 106         | 1,87 × 1020         | 2,65 × 10−14          |

#### Métaux liquides
Les valeurs du sodium liquide pris comme référence sont ramenées à 1.
| Liquide                      | λ (W m−1 K−1) | Cp (kJ kg−1 K−1) | μ (kg m−1 s−1) | ρ (kg/m3) | W (sans dimension) | wp (sans dimension) | W/wp (sans dimension) |
| ---------------------------- | ------------- | ---------------- | -------------- | --------- | ------------------ | ------------------- | --------------------- |
| Mercure à 25 °C/1 atm        | 8,3           | 0,139            | 0,001 526      | 13534     | 0,017 36           | 6,12 × 10−5         | 283,4                 |
| Cadmium à 400 °C             | 93,5          | 0,2643           | 0,0136         | 7932      | 0,075 34           | 0,002 9731          | 25,3                  |
| Plomb à 400 °C               | 15,9          | 0,1466           | 0,002 33       | 10609     | 0,049 83           | 0,001 7371          | 28,660                |
| Bismuth à 400 °C             | 7,22          | 0,1379           | 0,001 387      | 9884      | 0,013 88           | 0,000 0619          |                       |
| Bi-Pb 55,5 %-44,5 % à 400 °C | 11,08         | 0,14175          | 0,001 8065     | 10208,0   | 0,029 29           | 0,000 4479          | 224,14                |
| Sodium à 120 °C              | 83,223        | 1,5363           | 0,000 654      | 922,0     | 1,0                | 1,0                 | 1,0                   |
| Potassium à 120 °C           | 52,3          | 0,896            | 0,000 4031     | 813,2     | 2,313              | 50,4                | 0,046                 |
| Na-K 78 %-22 % à 25 °C       | 23,8          | 0,8234           | 0,000 718      | 910,5     | 0,053 14           | 0,001 822           | 29,16                 |
| Na-K 78 %-22 % à 120 °C      | 23,8          | 1,0372           | 0,000 494      | 845,6     | 0,074 18           | 0,002 5522          | 29,06                 |

- Le sodium n'est dépassé que par le potassium.
- Le NaK n'additionne pas les vertus du sodium et du potassium.
- Les métaux lourds ont une puissance de pompage faible du fait de leur masse volumique élevée.